# 남극 지역

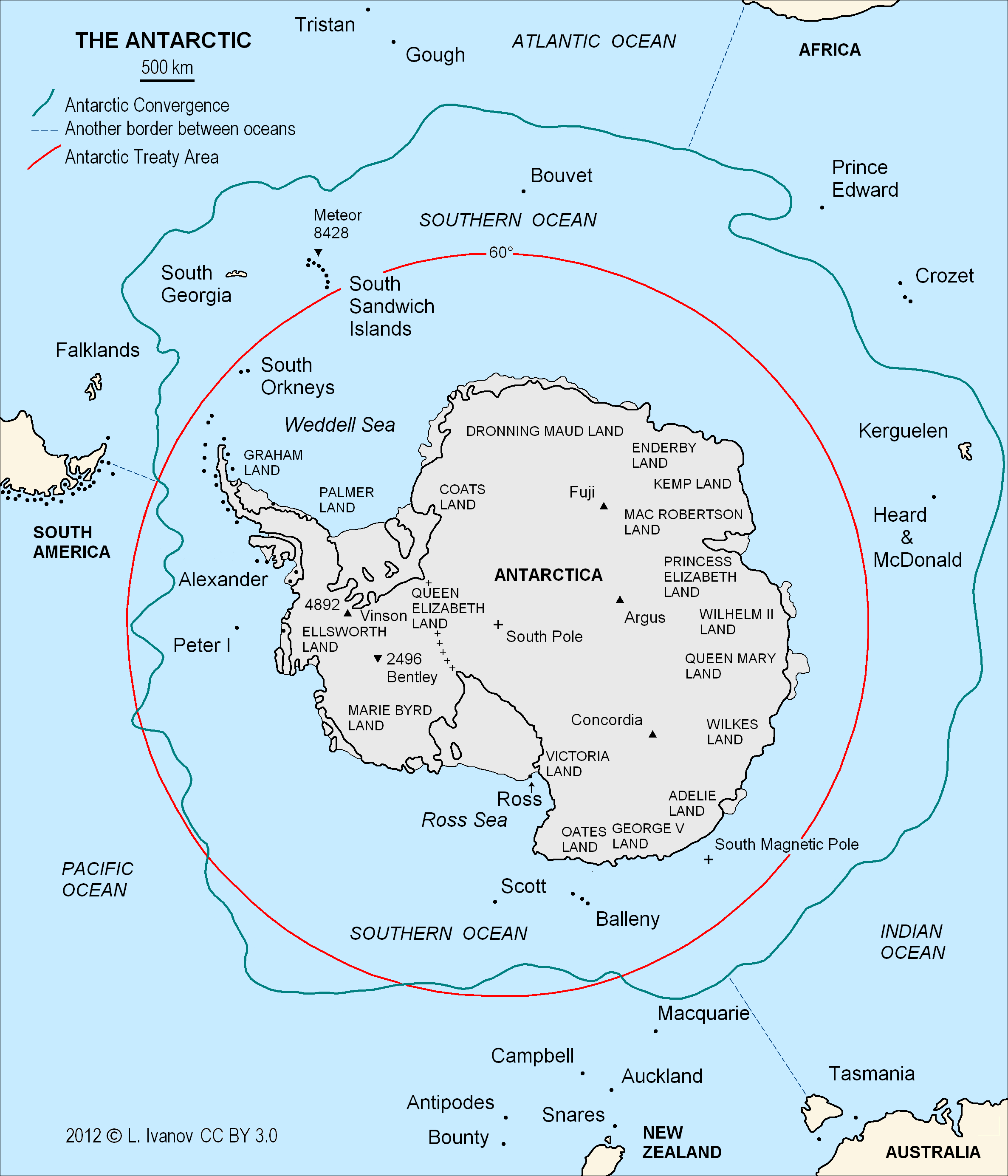
남극 수렴선과 남위 60도에 따른 남극 지역

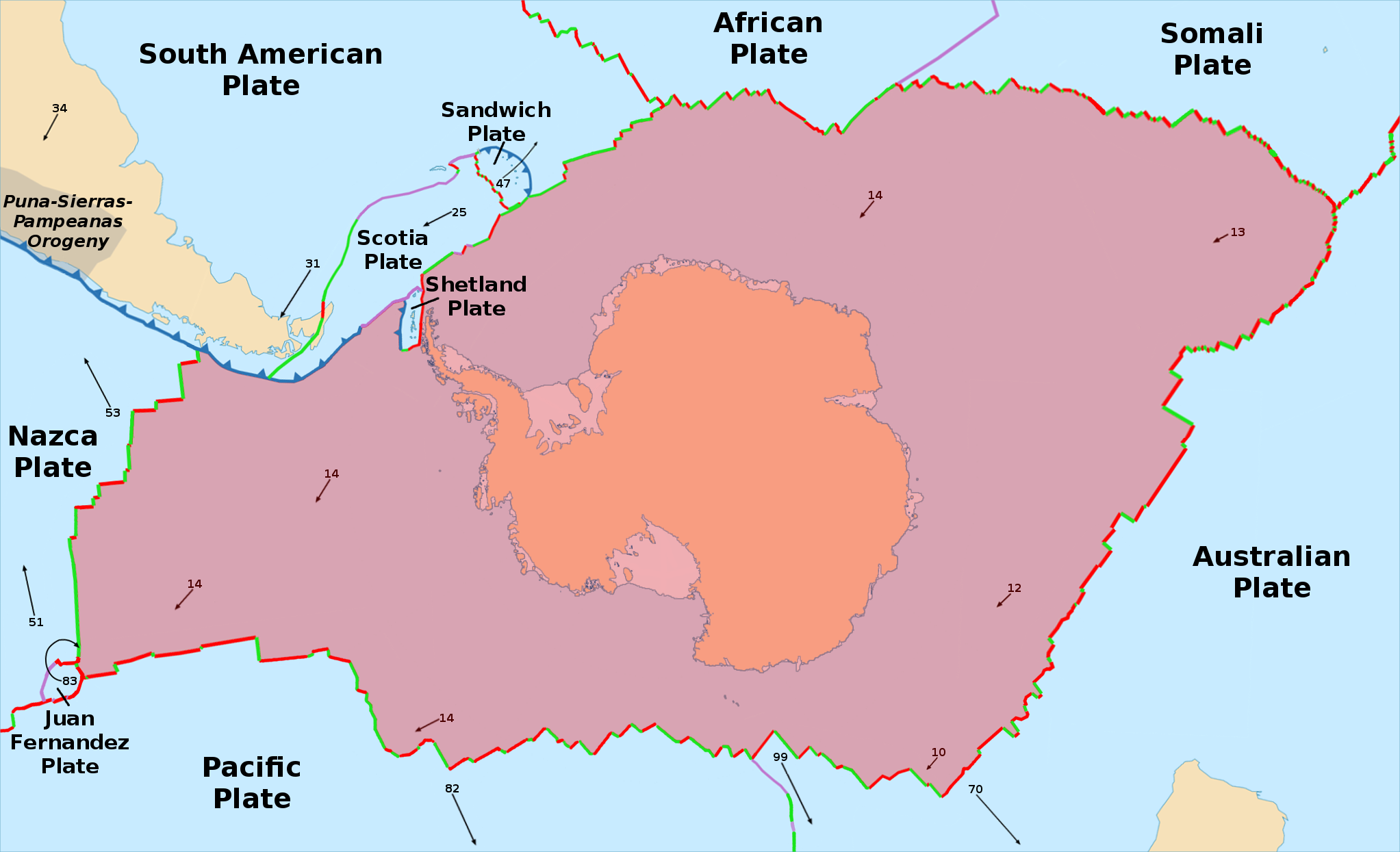
남극판

남극 지역(南極地域, Antarctic)은 남극해 빙하를 비롯한 남극권 이남 지방을 이르는 곳이다.

## 같이 보기
- 남극권
- 남극 빙상